# In corpore sano
A In corpore sano (magyarul: Ép testben) Konstrakta szerb énekesnő dala, mellyel Szerbiát képviselte a 2022-es Eurovíziós Dalfesztiválon Torinóban. A dal 2022. március 5-én, a szerb nemzeti döntőben, a Pesma za Evrovizijuban megszerzett győzelemmel érdemelte ki a dalversenyen való indulás jogát.

## Eurovíziós Dalfesztivál
2022. január 14-én vált hivatalossá, hogy az énekesnő alábbi dala is bekerült az szerb eurovíziós nemzeti válogató mezőnyébe. A dal hivatalosan február 8-án jelent meg és először a március 3-án, a válogató első elődöntőjében adta elő. Az elődöntőben 20 ponttal második helyezettként jutott tovább a március 5-i döntőbe, ahol az énekesnő alábbi dalát választották ki a nézők és a szakmai zsűri, amellyel képviseli hazáját az következő Eurovíziós Dalfesztiválon.
A dalfesztivál előtt Tel-Avivban és Madridban, eurovíziós rendezvényeken népszerűsítette versenydalát.
Az Eurovíziós Dalfesztiválon a dalt először a május 12-én rendezett második elődöntőben adták elő fellépési sorrend szerint harmadikként az Izraelt képviselő Michael Ben David I.M című dala után és az Azerbajdzsánt képviselő Nadir Rustamli Fade to Black című dala előtt. Az elődöntőből harmadik helyezettként sikeresen továbbjutottak a május 14-i döntőbe, ahol fellépési sorrendben huszonnegyedikként léptek fel, a Lengyelországot képviselő Ochman River című dala után és az Észtországot képviselő Stefan Hope című dala előtt. A szavazás során a zsűri szavazáson összesítésben tizenegyedik helyen végeztek 87 ponttal, míg a nézői szavazáson negyedik helyen végeztek 225 ponttal, így összesítésben 312 ponttal a verseny ötödik helyezettjei lettek.
A következő szerb induló Luke Black Samo mi se spava című dala volt a 2023-as Eurovíziós Dalfesztiválon.

### Díjak
A Művészeti Díj kategóriában megnyerte a Marcel Bezençon-díjat.

## A dal háttere
Konstrakta azzal a céllal jelentkezett a Pesma za Evrovizijuba azzal a céllal, hogy népszerűsítse három dalból álló Triptih projektjét, amelynek az In corpore sano is része a Nobl és a Mekano című dallok mellett. Mint elárulta, ez a dal felelt meg legjobban a dalverseny követelményeinek, három perces volt, ezért is választotta ezt a dalt. A Triptih 2022. február 28-án jelent meg, ami egy 12 perces videóklip, amely mindhárom dalt tartalmazza. A videók koncepcióját maga Konstrakta találta ki és alkotta meg Ana Rodić és Maja Uzelac közreműködésével. A videók és a dalok a mai szerbiai életet illusztrálják, mindegyik a maga módján.
A dal óriási népszerűségre tett szert a szerb válogató első elődöntőjében nyújtott produkciója után. Az avantgárd stílusú dal szatírát és iróniát tartalmaz, kritizálja a szerb egészségügyi rendszert, a tömegmédiát, a szépséget, és rámutat, hogy mindezek elvonják a figyelmet a mentális egészség fontosságáról. Magát az előadást Marina Abramović szerb performanszművész alkotásaihoz is hasonlították.